# Natalia Cuevas
Natalia Milena Cuevas Tapia (Santiago, 18 de marzo de 1966) es una cantante, comediante, imitadora y actriz chilena.

## Biografía
Estudió dos años de danza en la Academia de Ballet del Teatro Municipal de Santiago. Hizo además un curso de técnicas vocales y canto en la academia de Alicia Puccio. Mientras aún estudiaba en el colegio, participó como cantante en varios concursos de televisión. Tras algunos intentos, logró trabajar como corista en los programas de televisión de Canal 13, Éxito y Martes 13, producidos por Gonzalo Bertrán. Paralelamente trabajó cantando jingles y formó parte de la Orquesta Sinfónica de la Universidad de Chile.
Dio sus primeros pasos como comediante en el grupo Contratiempo. A comienzos de los años 1990 fue invitada al programa humorístico Jappening con ja, donde participó durante dos años. En el programa comenzó a desarrollar las imitaciones de diversas personalidades del canto y la televisión, como Marta Sánchez, Eliana de Caso, Myriam Hernández y Cecilia.
El año 2001 participó por primera vez en el Festival de Viña del Mar, acompañando al comediante y cantante Memo Bunke. En su presentación Cuevas imitó a Paloma San Basilio, Myriam Hernández, Palmenia Pizarro y Cecilia. Ambos comediantes fueron premiados con las gaviotas de plata y oro.
Al año siguiente participó en el programa Calor humano, de Chilevisión. Y fue invitada a Viva el Lunes varias veces. Posteriormente se unió a Por fin es lunes, programa de Canal 13 conducido por Antonio Vodanovic y Margot Kahl.
El año 2003 se presentó por segunda vez en el Festival de Viña del Mar, esta vez en solitario. En su rutina interpretó a Marjorie, un personaje de creación propia que había mostrado por primera vez en Jappening con ja. En su presentación interpretó además a Cecilia, Patricia Maldonado, Gloria Simonetti, Palmenia Pizarro, Shakira, Thalía y Myriam Hernández. Cuevas fue premiada con una antorcha de plata. En 2004 Natalia Cuevas volvió a presentarse en el Festival de Viña del Mar, pero no logró el éxito de años anteriores. La comediante se mostró nerviosa y abandonó la presentación antes de lo previsto.
En 2012 participó en el programa de Canal 13 Mi nombre es... VIP, donde imitó a la cantante Cecilia. Al año siguiente se presentó en el Festival de Antofagasta, imitando a la presidenta Michelle Bachelet.
Anteriormente trabajó realizando imitaciones y skechs cómicos en el programa Morandé con Compañía.
En 2021 participó en ¿Quién es la máscara? de Chilevisión como Cigüeña y obtuvo el tercer lugar en el programa.

## Vida privada
En marzo de 2013 reveló a través de una entrevista al programa de televisión Bienvenidos que durante su infancia fue abusada sexualmente por un sacerdote. Según Cuevas, no reveló el hecho ya que "siempre el niño cree que es provocador de esa situación, entonces siente miedo de confesarlo, porque piensa que lo van a retar o a castigar".

## Filmografía
- 2003 - Cesante, dirigida por Ricardo Amunátegui.

## Premios
- 1996 - Premio APES, por su aporte al humor.[10]
- 2001 - Gaviota de plata y Gaviota de oro en XLII Festival Internacional de la Canción de Viña del Mar junto a Memo Bunke.
- 2003 - Gaviota de plata en el XLIV Festival Internacional de la Canción de Viña del Mar.